# María de los Santos
María de los Santos Iglesias (3 marzo 1959) è un'ex cestista cubana.

## Carriera
Con Cuba ha disputato i Giochi olimpici di Mosca 1980.